# Фратта, Доменико Мария
Доменико Мария Фратта (итал. Domenico Maria Fratta; 18 марта 1696, Болонья — 10 августа 1763, Болонья) — итальянский художник: живописец и гравёр болонской школы
Учился у Джованни Мария Виани, Карло Рамбальди и Донато Крети. Со временем отказался от живописи и полностью посвятил себя гравюре в технике офорта и резца, и в этом видe искусства получил широкую известность. Он стал членом Академии Клементина в Болонье.
- Две головы солдат. 1720—1750. Бумага, перо, тушь. Епархиальный музей, Милан
- Монумент королю Георгу I. 1732. Бумага, перо, коричневые чернила. Национальная галерея искусств, Вашингтон
- Монумент Уильяму Ченселлору Куперу 1732. Бумага, перо, коричневые чернила. Национальная галерея искусств, Вашингтон